# Eucryphycus californicus
Eucryphycus californicus är en fiskart som först beskrevs av Edwin Chapin Starks och Mann, 1911.  Eucryphycus californicus ingår i släktet Eucryphycus och familjen tånglakefiskar. Inga underarter finns listade i Catalogue of Life.